# Gent-Wevelgem 2010
Gent-Wevelgem 2010 was de 72e editie van deze wedstrijd. De wedstrijd werd verreden op 28 maart 2010 en begon in Deinze en eindigde 219 kilometer later in Wevelgem. Bernhard Eisel won in de spurt van zijn drie medevluchters Sep Vanmarcke, Philippe Gilbert en George Hincapie. 

## Uitslag
| Gent-Wevelgem 2010 (219 kilometer) |                  |                      |          |
| Plaats                             | Naam             | Ploeg                | Tijd     |
| Winnaar                            | Bernhard Eisel   | Team Columbia        | 5u16'21" |
| 2                                  | Sep Vanmarcke    | Topsport Vlaanderen  | z.t.     |
| 3                                  | Philippe Gilbert | Omega Pharma-Lotto   | z.t.     |
| 4                                  | George Hincapie  | BMC Racing Team      | z.t.     |
| 5                                  | Daniel Oss       | Liquigas-Bianchi     | + 2"     |
| 6                                  | Jürgen Roelandts | Omega Pharma-Lotto   | + 7"     |
| 7                                  | Maksim Iglinski  | Astana               | + 51"    |
| 8                                  | Matti Breschel   | Team Saxo Bank       | + 1' 10" |
| 9                                  | Tyler Farrar     | Team Garmin-Chipotle | z.t.     |
| 10                                 | Luca Paolini     | Acqua & Sapone       | z.t.     |
|                                    |                  |                      |          |
| 20                                 | Roy Curvers      | Skil-Shimano         | + 3' 29" |

1934 · 1935 · 1936 · 1937 · 1938 · 1939 · 1940 · 1941 · 1942 · 1943 · 1944 · 1945 · 1946 · 1947 · 1948 · 1949 · 1950 · 1951 · 1952 · 1953 · 1954 · 1955 · 1956 · 1957 · 1958 · 1959 · 1960 · 1961 · 1962 · 1963 · 1964 · 1965 · 1966 · 1967 · 1968 · 1969 · 1970 · 1971 · 1972 · 1973 · 1974 · 1975 · 1976 · 1977 · 1978 · 1979 · 1980 · 1981 · 1982 · 1983 · 1984 · 1985 · 1986 · 1987 · 1988 · 1989 · 1990 · 1991 · 1992 · 1993 · 1994 · 1995 · 1996 · 1997 · 1998 · 1999 · 2000 · 2001 · 2002 · 2003 · 2004 · 2005 · 2006 · 2007 · 2008 · 2009 · 2010 · 2011 · 2012 · 2013 · 2014 · 2015 · 2016 · 2017 · 2018 · 2019 · 2020 · 2021 · 2022 · 2023 · 2024
Lijst van beklimmingen
 Tour Down Under · 
 Ronde van Catalonië · 
 Gent-Wevelgem · 
 Ronde van Vlaanderen · 
 Ronde van het Baskenland · 
 Amstel Gold Race · 
 Ronde van Romandië · 
 Dauphiné · 
 Ronde van Zwitserland · 
 Clásica San Sebastián · 
 Ronde van Polen · 
 Vattenfall Cyclassics · 
 GP Ouest France-Plouay · 
  Eneco Tour · 
 Grote Prijs van Quebec · 
 Grote Prijs van Montreal